# Зграда Плебаније-Музеја у Сенти
Зграда Плебаније - Музеја у Сенти саграђена је 1909. године, налази се на углу Пионирске улице и улице Јована Ђорђевића у Сенти и има статус споменика културе у категорији непокретних културних добара од великог значаја.

## Изглед зграде
Зграда је подигнута по пројектима сенћанског архитекте Берзенци Домокоса у време плебана Гозон Иштвана. Саграђена је у духу историзма, али су на њој видљиви и елементи необарока и назнаке утицаја сецесије. На згради доминира угао, са балконом пентагоналне основе. На главној фасади истиче се ризалит и улазни портал од дрвета и гвожђа. У приземљу се налази низ лучно засведених прозора, а централни делови натпрозорских лукова декорисани су у облику глава грчких ратника. Након пожара, 1911. године, у зграду Плебаније смештена је капела. Данас се у згради налази Музеј.
Конзерваторски радови су изведени 1986.

## Галерија
- Детаљи изнад врата
- Рељефни детаљ на фасади
- Балкон изнад улаза